# Ludwigia multinervia
Ludwigia multinervia är en dunörtsväxtart som först beskrevs av William Jackson Hooker och Arn., och fick sitt nu gällande namn av T.P. Ramamoorthy. Ludwigia multinervia ingår i släktet ludwigior, och familjen dunörtsväxter. Inga underarter finns listade i Catalogue of Life.